# عبد الكريم باعدي
عبد الكريم باعدي هو لاعب كرة قدم مغربي من مواليد 14 أبريل 1996، يشغل مركز ظهير أيسر بنادي نادي النهضة البركانية.

## مسيرته
ظهر باعدي لأول مرة مع المنتخب المغربي في المباراة التي تعادل فيها مع منتخب مالاوي في 22 مارس 2019 ضمن تصفيات كأس الأمم الأفريقية 2019.

## وصلات خارجية
- عبد الكريم باعدي على موقع قاعدة بيانات كرة القدم.إي يو (الإنجليزية)
- عبد الكريم باعدي على موقع ناشيونال فوتبول تيمز (الإنجليزية)
- عبد الكريم باعدي على موقع Soccerway.com (الإنجليزية)